# Jiří Čarek
Jiří Čarek (23. října 1908 Praha – 23. prosince 1985 Praha) byl český archivář, v letech 1960–1974 archivář hlavního města Prahy. Zabýval se románskou Prahou, městskou heraldikou a městskými knihami.

## Život
Narodil se jako jediný syn nedostudovaného filozofa Aloise Čarka, který byl zprvu redaktorem Hlasu národa, a dále úředníkem Všeobecného zemského penzijního ústavu. Matka Jiřina zůstala v domácnosti, jejím koníčkem bylo sbírání staré devoční grafiky, cennou sbírku čítající na 10 000 listů ze 17.–19. století odkázala Národnímu muzeu v Praze. Jeho bratrancem byl prorežimní básník Jan Čarek .
Absolvoval Jiráskovo gymnázium v Praze II, Resslově ulici 10. Dále vystudoval historii a pomocné vědy historické na filozofické fakultě Karlovy univerzity v Praze u profesorů Gustava Friedricha, Václava Vojtíška a Josefa Šusty. V letech 1928–1931 absolvoval Státní archivní školu. Od roku 1934 až do odchodu na odpočinek roku 1974 působil v Archivu hlavního města Prahy, od roku 1960 jako vedoucí.

## Publikační činnost
Zabýval se nejdříve románskou Prahou, jeho monografii Románská Praha (1947, Nakladatelství Universum) o románské architektuře však překonaly a v mnohém popřely jak pozdější archeologické výzkumy, tak stavebně historické průzkumy (tzv. pasportizace SÚRPMO). Dále zpracoval pečeti přemyslovských knížat a králů. Dlouhodobě se věnoval městské heraldice, znaky, pečeti a pečetidla pojal do rozsáhlé monografie, vydané roku 1985.
Jeho práce s městskými knihami vedla k publikaci série článků o historii pražských domů a jeho obyvatelích (v Pražském sborníku historickém), na tuto systematiku navázal jeho kolega Luboš Lancinger. Společně s Václavem Hlavsou napsal průvodce Ulicemi města Prahy od 14. století do dneška, vydaného roku 1958.